# Ichneumon impressus
Ichneumon impressus is een vliesvleugelig insect (orde Hymenoptera) uit de familie van de gewone sluipwespen (Ichneumonidae). De wetenschappelijke naam van de soort werd in 1790 in de 13e druk van Linnaeus' Systema naturae op pagina 2698 gepubliceerd door Johann Friedrich Gmelin. Hij verwees daarbij naar Museum Leskeanum van Johann Jacob Zschach, pagina 61, n° 195. In hetzelfde werk publiceerde Gmelin de naam nogmaals, op pagina 2704, onder verwijzing naar Museum Leskeanum pagina 65, n° 265, waar een ander specimen wordt beschreven dan dat onder n° 195. Voor die tweede naam publiceerde Rebecca Kittel in 2016 het nomen novum Ichneumon cunitzae.